# Фінарос
 Фінарос (крим. Finaros) — маловодна річка в Україні у Бахчисарайському районі Автономної Республіки Крим, у гірському Криму. Ліва притока річки Марти (басейн Чорного моря).

## Опис
Довжина річки приблизно 6,19 км, найкоротша відстань між витоком і гирлом — 5,90  км, коефіцієнт звивистості річки — 1,05 . Формується декількома безіменними струмками та загатами.

## Розташування
Бере початок на північних схилах гори Цала (833,4 м). Тече переважно на північний захід поміж горами Чабанчик (567,4 м) та Улу-Чахил (540,5 м) і на південно-східній стороні від селища Научний (крим. Nauçnıy)  впадає у річку Марту, праву притоку Качи.

## Цікаві факти
• У пригирловій частині річка протікає через листяний ліс.